# Aubpatum Thamthae
Aubpatum Thamthae (thailändisch อุปถัมป์ ทำแท้, * 26. September 1996) ist ein thailändischer Fußballspieler.

## Karriere
Aubpatum Thamthae spielte 2019 für die U23-Mannschaft des Erstligisten Ratchaburi Mitr Phol. Das Team aus Ratchaburi spielte in der vierten Liga. Hier trat man in der Western Region an. Für den Klub absolvierte er zwanzig Viertligaspiele. 2020 wechselte er zum Uthai Thani FC. Der Verein aus Uthai Thani spielte in der zweiten thailändischen Liga, der Thai League 2. Sein Zweitligadebüt für Uthai Thani in der zweiten Liga gab er am 29. November 2020 im Auswärtsspiel gegen den Phrae United FC. Hier wurde er in der 74. Minute für Ekkapob Sanitwong eingewechselt. Das Spiel endete 1:1. Das war auch das einzige Zweitligaspiel was er für Uthai Thani absolvierte. Ende 2020 wurde sein Vertrag nicht verlängert. Von Januar 2021 bis Mitte Dezember 2021 war er vertrags- und vereinslos. Am 16. Dezember 2021 unterschrieb er einen Vertrag bis Saisonende beim Drittligisten Banbueng FC. Mit dem Verein aus Chonburi spielte er fünfmal in der Eastern Region der Liga. Im Sommer 2022 unterschrieb er zum zweiten Mal einen Vertrag beim Uthai Thani FC. Mit dem Verein wurde er am Saisonende Tabellendritter und qualifizierte sich somit zu den Aufstiegsspielen zur ersten Liga. Hier konnte man sich im Finale gegen den Customs United FC durchsetzen und stieg in die erste Liga auf. Für Uthai Thani bestritt er acht Ligaspiele. Nach Ende der Saison wurde sein Vertrag in Uthai Thani nicht verlängert. Im August 2023 nahm ihn der Zweitligist Krabi FC unter Vertrag. Am Ende der Saison 2023/24 belegte er mit dem Klub aus Krabi den letzten Tabellenplatz und musste somit in die dritte Liga absteigen. Nach dem Abstieg verließ er Krabi und schloss sich in der Hauptstadt Bangkok dem Zweitligisten Kasetsart FC an.